# José Ignacio González Moreno
José Ignacio González Moreno (Madrid, 23 de septiembre de 1968) es un periodista, realizador de televisión, guionista y documentalista español. Ha participado en la creación de numerosos formatos de éxito en radio y televisión.

## Biografía
Licenciado en Periodismo y Comunicación audiovisual por la Facultad de Ciencias de la Información (Universidad Complutense de Madrid).
Creció en el barrio madrileño de Tetuán, estudiando en el colegio público Juan Ramón Jiménez, en el kindergarten Fröebel (academia inspirada en el proyecto educativo del pedagogo alemán Friedrich Fröbel ) y en el Instituto FUHEM Guadalupe, dependiente del Ramiro de Maeztu y heredero del krausismo, donde participa en el primer Consejo Escolar de Madrid y en la revista Aquí y ahora. Es nombrado Caballero Scout en el grupo Sándalo, del que dirige su revista oficial. 
En la misma época escribe cuentos, poemas y piezas de teatro (en cuyas representaciones se encarga de la escenografía y actúa como protagonista) así como su primera novela, Marifé (1982). Ofrece su primer concierto (voz y guitarra) en el instituto Isabel la Católica, e idea con Marina e Icíar Bollaín El círculo, proyecto de cortometraje en el que iba a interpretar el papel principal. Al tiempo asiste a su padre en la realización profesional de reportajes fotográficos en bautizos, bodas y comuniones, ayuda en el negocio familiar y aprende de venta y distribución en un quiosco de prensa.
En 1982 comienza a colaborar -coordinando, escribiendo y dibujando- en el fanzine cultural “Licantropía”, organizando en el Rocódromo madrileño un homenaje al grupo Las Vulpes. Pionero en el abordaje de la movida madrileña, ilustra y diseña sus páginas, dibuja cómics y entrevista en la revista a personajes como Pedro Almodóvar o Ramoncín, siendo habitual de la programación de Radio 3, Popular FM y emisoras piratas como Radio La Voz de La Experiencia.
En 1983 entra en contacto con la cadena COPE en el programa Protagonistas (Premio Ondas Internacional 1986), que dirige Luis del Olmo. En 1987 empieza a trabajar en el espacio nocturno Un día en España, dirigido por Javier González Ferrari, y en la tertulia La linterna, así como en el Informativo de las 20:00 de Antonio Jiménez, el programa Sé que estás ahí (Premio Ondas 1990), y los boletines horarios de la cadena.
En 1988 colabora también en los programas Un, dos, tres... responda otra vez, dirigido por Narciso Ibañez Serrador, “En familia” de Iñaki Gabilondo, y “Hablando claro”, cuyo productor ejecutivo era Carlos Gortari y que fue presentado por Inka Martí.
El 15 de julio de 1988 la Sociedad Cervantina de Madrid le concede el título de Ingenioso Lector del Quijote.
En los Cursos de Verano de la Universidad Complutense entrevista a Camilo José Cela (1991), Karl Popper (1991), Ernst Gombrich (1992) y Ernst Jünger (1995). En la Facultad de Ciencias de la Información de la misma universidad participa en ciclos, jornadas y seminarios con Luis García Berlanga, Basilio Martín Patino, Carlos Saura y Víctor Erice. Entrevista en profundidad a Antonio Mingote, Gallego y Rey o Federico Jiménez Losantos. Escribe trabajos y reportajes sobre ¿De qué se ríe España? (con entrevistas, entre otros, a Gila, Tip y Coll) El país del desencanto (entrevistando a personalidades como Leopoldo Calvo Sotelo, José María de Areilza, Antonio Hernández Mancha o Santiago Amón), Comunidad Europea y libertad, Mattelart y el verbo maravillado, Diseño e impresión de la enciclopedia de Diderot y D’Alembert, El cojo Manteca en la prensa, El perro andaluz de Buñuel y Dalí y la génesis del palimpsesto Quijote 2.0, work in progress. En 2012 escribe el ensayo cinematográfico El sueño eterno, acerca de la relación de David Lynch con las vanguardias. Ha completado una masterclass con Martin Scorsese (2018), un MOOC sobre series (La tercera edad de oro de la televisión, impartido en 2014 por Jorge Carrión y Carlos Alberto Scolari) y mantenido correspondencia con David Byrne, líder de Talking Heads, desde los albores de Internet (1996).
En octubre de 1989 se incorpora a la recién creada cadena autonómica Telemadrid como redactor de los espacios El ruedo (1989/90) y En comunidad (1990/91).
En Telemadrid ha trabajado, entre otros, en programas como Pop 7, La noche se mueve, Vivir Madrid, En tela de juicio (donde retransmitió desde una unidad móvil para Tribunal TV los primeros juicios con jurado en España), Sucedió en Madrid, Licencia para imitar, Campeones 98, Con T de tarde, La tele de Iñigo, El tapado, Mamma mía, Líbero, Deportes, Me lo dices o me lo cuentas, (Premio Ondas en 2003), Madrid más joven, La zona D, Quince años contigo, La Nochevieja más joven, Madrid se mueve, Alcalá club, La nuestra, ¿Qué comemos hoy?, Especial Informativo 11-M, Gran Vía de Madrid, El otro lado de la realidad (con Javier Sierra), Madrid no duerme, Él y ella, Vive la vida, Alto y claro, Madrid opina, Hoy por ti, El documental, Directo a la noche, En acción, Telenoticias, El planeta fútbol, Doble página, Las noches blancas (con Fernando Sánchez Dragó), Veranos de la Villa, Juega y gana, Territorio comanche, Distrito animal, Instinto animal, Básico en corto, Por dentro, En prácticas, Hinchas por el mundo, Escenario Madrid (donde se encargó de la primera temporada de la serie Memoria Histérica), HD, Zona Champions, Mi cámara y yo (Premio ATV 2008), Está pasando o Madrid directo, además de en otras galas y eventos, y como locutor y doblador en Dcine, A la última o De Madrid a. Se encarga de la realización de Madrileños por el mundo (Premio Ondas 2009, Premio ATV 2008) cuando el programa se independiza de Mi cámara y yo, y es el responsable de su imagen gráfica, así como de rediseñar el dispositivo técnico en las grabaciones. 
En 1992 gana el Premio J&B de Humor Gráfico. Y en 1993 realiza para la ONCE locuciones en narraciones, lectura de noticias, dramatizaciones, cuñas publicitarias y audiolibros, y colabora con el programa Un mundo sin barreras, de Onda Cero, dirigido por Roberto Martín. Mientras tanto, aprobó oposiciones de realización en RTVE y Telemadrid y en esta última forma parte del tribunal de selección de redactores.
En 1995 le encargan la creación de contenidos multimedia interactivos en CD-ROM para distribuir con la edición americana de la revista National Geographic en la península ibérica. En 1996 graba con el Colectivo Txokogorri el documental Esto es una vergüenza, premiado en el festival de Alcalá de Henares y emitido en el programa Metropolis de La 2. En ese canal participa en la serie Things to come. El mismo año realiza el programa Las edades de la diabetes.
También en esas fechas es requerido por la dirección de la Guía del Ocio en Madrid para elaborar el proyecto de desarrollo de conceptos visuales, líneas creativas y grafismo de la revista con el fin de modernizar su diseño e identidad corporativa, realizando además dibujos, ilustraciones, caricaturas y tiras cómicas.
Entre septiembre de 1998 y octubre de 1999 da clases en la Residencia Las Acacias, dependiente del Instituto Madrileño de la Familia y el Menor. 
Como realizador en la productora Globomedia trabajó en Emisión imposible, Nada personal o La noche... con Fuentes y cía (dirigido por José Miguel Contreras y que recibió el Premio Ondas en 2002), así como en distintos proyectos y documentales (Las primeras elecciones para Telecinco, González vs. Aznar para La Sexta ...). En La Otra ha realizado los programas musicales Central de sonidos y Nos queda la música. En 2009 presenta para TNT una adaptación al castellano de las canciones del piloto de Flight of the Conchords, produciendo los temas e interpretándolos (voz, guitarra, teclado, percusión). En 2014 fue productor ejecutivo de ¡Y yo con estos pelos!, proyecto independiente de televisión, un docushow de makeover destinado a cadenas temáticas. Es autor de la idea, dirección, guion, organización de la producción y postproducción.
Ha realizado diversas colaboraciones en publicaciones impresas o digitales como Infolibre, Revista Mongolia, Qué Leer (bajo la dirección de David Zurdo, con quien escribió el entremés teatral Muerte digna), Diario 16, Negratinta, Jot Down, El estado mental, o la Revista Iberoamericana El portalvoz, así como en programas televisivos como Salvados (Televisiones públicas en España, 2012) o El Intermedio (La Sexta).
Desde 2016 ejerce la crítica literaria en el portal latinoamericano Otra Parte Semanal.
Ha colaborado también en diversos espacios de la Cadena SER, Onda Cero, Antena 3 Radio, Televisión Española o Radio Nacional de España, y en las revistas Lecturas, Perfiles, de la ONCE, y Hojas, del grupo Árbol. 
En 2007 se presentó como candidato a las Elecciones a la Asamblea de Madrid por el partido Salvemos Telemadrid. A lo largo de 2014 interviene en el desarrollo de la Ley de Radio Televisión Madrid, manteniendo encuentros con grupos políticos, Comisión de Control, colectivos y agentes sociales, dirección general y Consejo de Administración de Telemadrid.
También en febrero de ese año participa en la exposición "Esto sí es Telemadrid: un recorrido por la historia del Ente Público Radio Televisión Madrid", en la Sala Exoticae de Madrid, diseñando individualmente la instalación El lado oscuro, un dispositivo multimedia que apela con humor al razonamiento crítico, la cultura pop y al espíritu transgresor de las vanguardias europeas de entreguerras.
En 2016 su obra es mostrada en la exposición colectiva La movida madrileña, en la Red Gallery de Londres, con el respaldo del Instituto Cervantes y el Ministerio de Asuntos Exteriores y Cooperación de España. En 2019 es parte de la muestra "La movida: crònica d'una agitació 1978-1988" en la Fundació Foto Colectania de Barcelona.
Fue miembro fundador y ponente de Teledetodos, grupo de estudio que agrupa a profesionales, académicos e investigadores interesados en el servicio público de comunicación audiovisual. 
Como secretario de Acción Sindical de la sección sindical de UGT en Telemadrid se ha encargado de la edición del boletín La parabólica, la página web y las redes sociales del sindicato, trabajando en la negociación colectiva y consulta en Inspección de Trabajo y otros órganos, asesorando al Gabinete jurídico de UGT en Tribunales de lo Social y Penal, participando en la estrategia de comunicación y acción social, en organización de exposiciones, elecciones, foros, congresos y manifestaciones.
En 2017 participó en la comisión de empleo de RTVM, encargada de seleccionar candidatos de diferentes categorías.